# Оптичне випромінювання

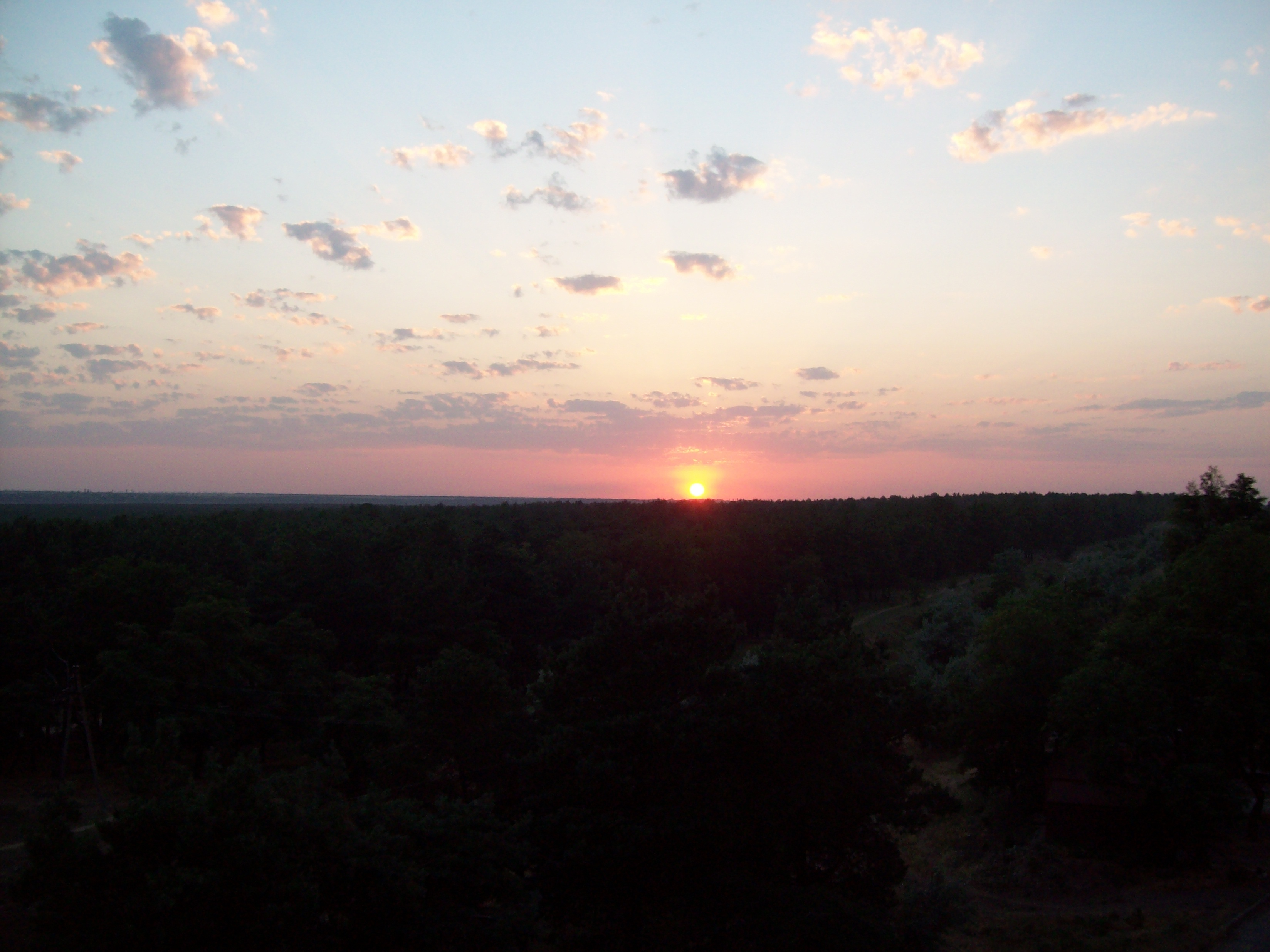
Зірка Сонце — природне джерело оптичного випромінювання

Оптичне випромінювання (Світлове випромінювання) — 1) випромінювання, електромагнітна хвиля оптичного
діапазону; термін, що поєднує видиме світло, інфрачервоне випромінювання й ультрафіолетове випромінювання.
2) Уражальний чинник ядерного вибуху.
Добре описуючи поширення світла в матеріальних середовищах, хвильова оптика не змогла задовільно пояснити розвиток його випускання і поглинання. Дослідження цих процесів (фотоефекту, фотохімічних перетворень молекул, закономірностей оптичних спектрів, тощо) і загальні термодинамічні міркування про взаємодію електромагнітного поля з речовиною, привели до висновку, що елементарна система (атом, молекула) може віддавати енергію електромагнітному полю (або навпаки, отримувати її) лише дискретними порціями (квантами), пропорційними частоті випромінювання.

### Природні

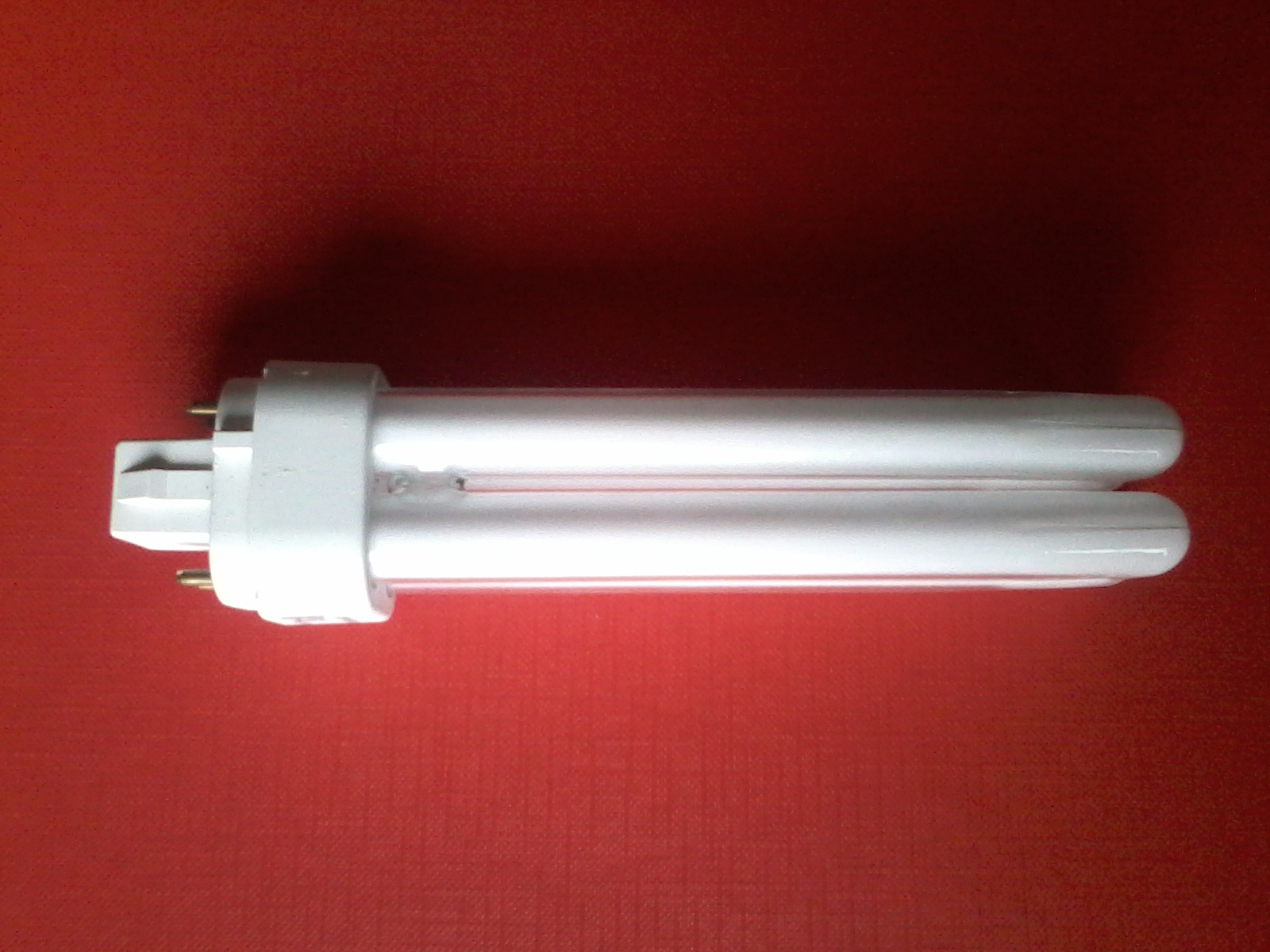
Лампа- штучне джерело світла

## Вплив оптичного випромінювання

Міжнародний символ «Оптичне випромінювання»